# Шмидт, Юрий Маркович
Ю́рий Ма́ркович Шмидт (10 мая 1937, Ленинград — 12 января 2013, Санкт-Петербург) — советский и российский адвокат, правозащитник.

## Семья
Отец — Марк Рахмилиевич Левин (1909—1982), в 1920-е годы учился в Москве сразу в двух институтах. В 1929 году был арестован по обвинению в участии в деятельности меньшевистского Социал-демократического молодёжного центра (одним из основателей которого он был), приговорён к ссылке. Жил в Сибири до 1936 года, где и познакомился со своей будущей супругой. Затем ему было разрешено работать экономистом в статистическом управлении в Саратове, но уже 31 мая 1937 года (через три недели после рождения сына) его вновь арестовали. Был приговорён к восьми годам лишения свободы. В лагере выжил благодаря профессиональному опыту — работал в бухгалтерии. Позднее срок заключения неоднократно продлевался, так что на свободу вышел только в 1955 году. После освобождения был главным бухгалтером в «Воркутаугле» и «Печорстрое», только в 1964 году ему разрешили прописку в Ленинграде, где он сблизился с участниками диссидентского движения.
Мать — Наталья Карловна Шмидт (1912—1987). Будучи студенткой биологического факультета Ленинградского государственного университета, арестована в 1934 году во время волны репрессий после убийства Сергея Кирова, выслана в Сибирь, спустя год ей разрешили вернуться в Ленинград. Во время блокады Ленинграда работала в военно-морской обсерватории, после войны — научным сотрудником, в 1952 году защитила кандидатскую диссертацию, занималась исследованиями в области радиобиологии.

## Адвокат
Юрий Шмидт в 1960 году окончил юридический факультет Ленинградского государственного университета.
С 1960 — стажёр, затем адвокат Ленинградской городской коллегии адвокатов. В 1960-е годы участвовал (по назначению) во многих уголовных процессах по делам об убийствах. Ещё будучи начинающим адвокатом, смог добиться прекращения (после вторичного направления на дополнительное расследование) дела Орловой, в котором мать обвинялась в убийстве малолетнего ребёнка — после этого был осуждён человек, действительно совершивший данное преступление.
Затем специализировался на уголовных делах «экономического» характера, осуществлял защиту на процессах как в Ленинграде, так и в других городах — Кокчетаве, Астрахани, Сыктывкаре. Был близок к диссидентскому движению — написал несколько статей для подпольных сборников, в том числе о политических судебных процессах, распространял (вместе с отцом) самиздатскую литературу, в связи с чем в 1968 у них на квартире прошёл обыск. «Диссидентские» дела ему вести не позволяли из-за отсутствия «допуска» к ним.
Много общался с яркими фигурами из числа питерской интеллигенции, в том числе с Иосифом Бродским.
В 1986 году власти потребовали от него написать заявление об уходе из коллегии адвокатов по собственному желанию (поводом послужила жалоба одного из его подзащитных, под давлением следователя обвинившего Шмидта в вымогательстве денег, в обмен на обещание смягчить приговор). После решительного отказа был исключён из коллегии, но уже в конце 1987 восстановлен, а обвинения в его адрес признаны ложными.

### Правозащитная деятельность
С конца 1980-х годов участвовал во многих уголовных процессах, имеющих общественную значимость и политическую составляющую. В 1991 создал Российский комитет адвокатов в защиту прав человека.
В 1988—1989 по просьбе Андрея Сахарова защищал одного из лидеров армян Нагорного Карабаха Аркадия Манучарова. В 1991 в Верховном суде Грузии защищал тогдашнего руководителя Юго-Осетинской республики Тореза Кулумбегова. В 1992—1993 в Верховном суде Узбекистана защищал журналиста Абдуманноба Пулатова, обвинённого в оскорблении президента Ислама Каримова.
В 1996—1997 вёл дело в защиту прав русского военного пенсионера А. Мирошниченко, которого правительство Эстонии незаконно пыталось депортировать. В 1996 представлял интересы бывшего афганского офицера и члена НДПА Абдул Гафара, которого миграционная служба решила выслать на родину, где шла война и преследовались люди, сотрудничавшие с СССР в 1980-е годы. После убийства депутата Государственной думы Галины Старовойтовой Юрий Шмидт принял на себя обязанности представителя семьи погибшей в расследуемом уголовном деле.
С февраля 1996 вёл дело сотрудника норвежской экологической организации «Беллона», капитана 1-го ранга запаса Александра Никитина, обвинённого в государственной измене, дело которого приобрело всемирную известность. В декабре 1999 приговором Санкт-Петербургского городского суда Никитин был оправдан. В ходе «дела Никитина» добился принятие Конституционным судом решения о том, что «…отстранение от участия в деле выбранного обвиняемым защитника в связи с отсутствием у последнего допуска к сведениям, составляющим государственную тайну, не соответствует Конституции Российской Федерации, и изменения в этой части надлежит внести в действующее законодательство, в частности в Закон РФ „О государственной тайне“». С этого времени подсудимые по делам, материалы которых содержат государственную тайну, получили возможность выбирать себе любого адвоката по их желанию, а не только получившего специальный «допуск».
В 1998 году стал одним из учредителей Экологического правозащитного центра «Беллона» в Санкт-Петербурге.
Летом 2003 Юрий Шмидт в Пермском областном суде осуществлял защиту двух журналистов областной газеты, которых ФСБ обвиняла в разглашении государственной тайны в опубликованной ими статье. Дело закончилось полным оправданием журналистов.
В 2004 выступал представителем семьи депутата Государственной думы Сергея Юшенкова на процессе над его убийцами. Суд присяжных согласился с доводами Шмидта и признал виновными сопредседателя лояльного Борису Березовскому крыла партии «Либеральная Россия» Михаила Коданёва и его сообщников.

### «Дело Ходорковского»
В апреле 2004 Шмидт стал руководителем защиты бывшего главы НК «ЮКОС» Михаила Ходорковского, считал его дело политическим. Подверг резкой критике обвинительный приговор своему подзащитному: 

Оправдание Ходорковского и Лебедева могло бы стать победой Правосудия. Как бы это подняло престиж России в мире, если бы суд устоял, не поддался!.. А осуждение Ходорковского — временная победа и краткий миг торжества кучки людей, имевших личную заинтересованность в его устранении из бизнеса и политики.

В октябре 2005 в Адвокатскую палату Санкт-Петербурга поступило представление из Федеральной регистрационной службы о лишении Шмидта адвокатского статуса. По утверждению прокуратуры, защитники Ходорковского и Лебедева «вступили в сговор с целью срыва процесса». 10 ноября 2005 квалификационная комиссия Адвокатской палаты Петербурга отказалась лишить Шмидта адвокатского статуса, не усмотрев в его действиях нарушений норм профессиональной этики.
В марте 2009 года Шмидт был адвокатом во втором деле против Ходорковского и Лебедева.
В последние годы жизни публиковался в прессе по проблематике прав человека, занимался правозащитной деятельностью, был организатором и участником международных конференций и семинаров по правам человека.

## Смерть
Юрий Шмидт скончался в ночь на 12 января 2013 года в Санкт-Петербурге на 76-м году жизни после тяжёлой продолжительной болезни.

## Награды
- 1993 — награда Human Rights Watch специальным дипломом за деятельность в защиту прав человека.
- 1997 — высшая юридическая премия России «Фемида» и титул «Адвокат года».
- 1999 — золотая медаль имени Фёдора Плевако и знак «Почётный адвокат».
- 1999 — премия Международной Лиги прав человека.
- 2000 — Международная Хельсинкская федерация присудила ему впервые учрежденную Награду признания.
- 2010 — медаль имени доктора Райнера Хильдебрандта[4].
- 2010 — Лауреат премии Московской Хельсинкской группы в области защиты прав человека[5].
- 2012 — Командорский крест Ордена «За заслуги перед Федеративной Республикой Германия»[6].